# (110408) Nakajima
(110408) Nakajima est un astéroïde de la ceinture principale.

## Description
(110408) Nakajima est un astéroïde de la ceinture principale. Il fut découvert le 13 octobre 2001 à Goodricke-Pigott par Roy A. Tucker. Il présente une orbite caractérisée par un demi-grand axe de 2,68 UA, une excentricité de 0,07 et une inclinaison de 5,8° par rapport à l'écliptique.